# JS 가가 (DDH-184)
JS 카가 (DDH-184) 혹은 24DDH는 일본의 경항공모함이다. 이즈모형 호위함의 2번함이다. 1번함과 동일하게 기본 승무원을 포함해 파일럿, 해병대 등 수천명에 달하는 인력을 태우는게 가능한 대형함선이다.

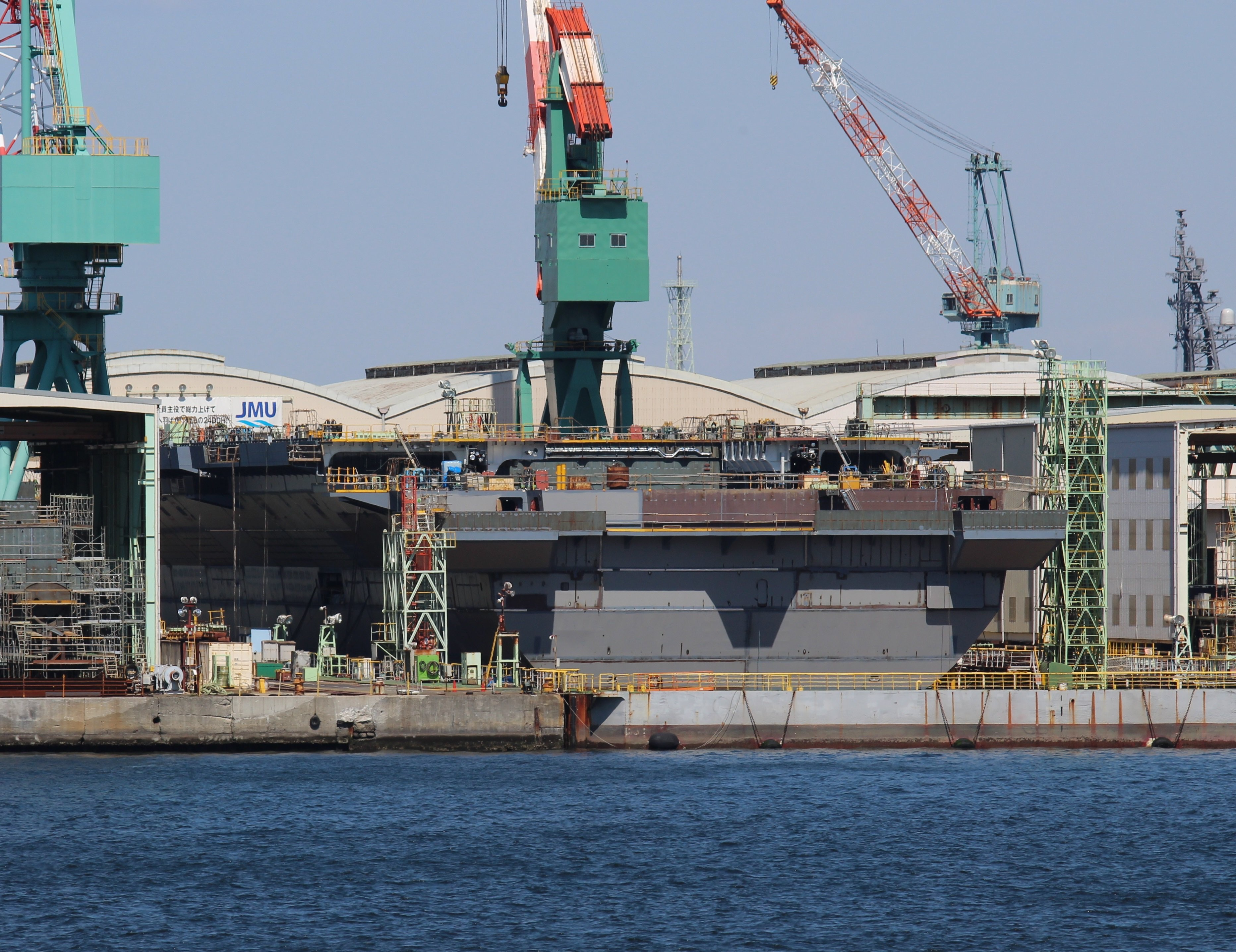
카가함의 건조모습

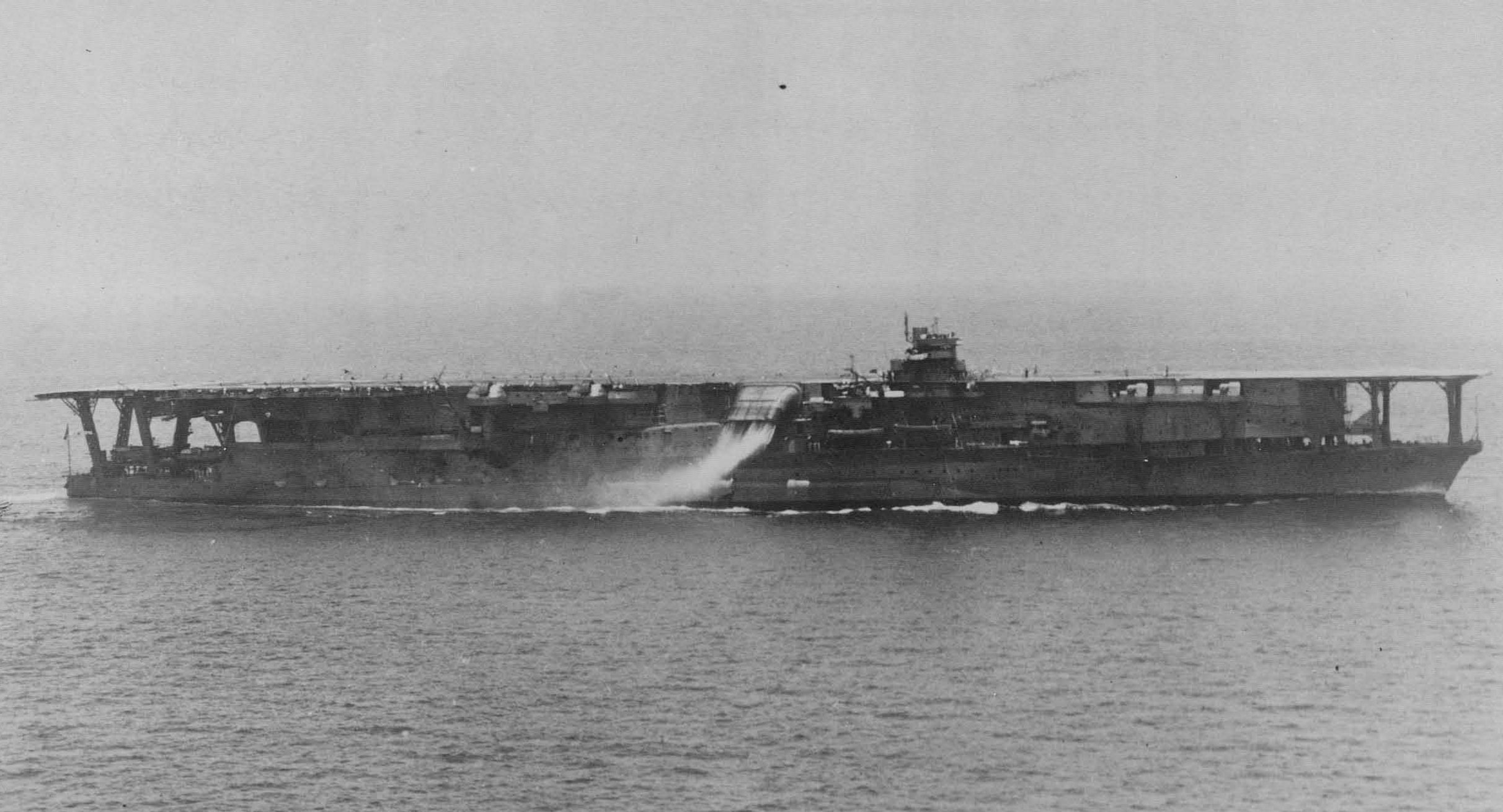
일본 제국 시대의 같은 이름의 항공모함. 카가함의 모습.

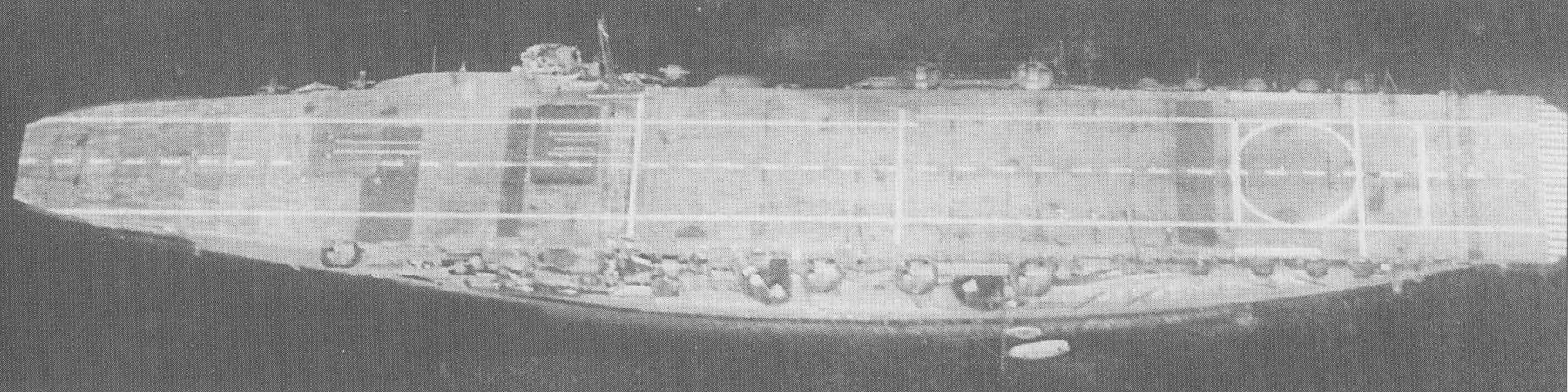
일본 제국의 카가함을 상공에서 촬영한 모습.

## 역사

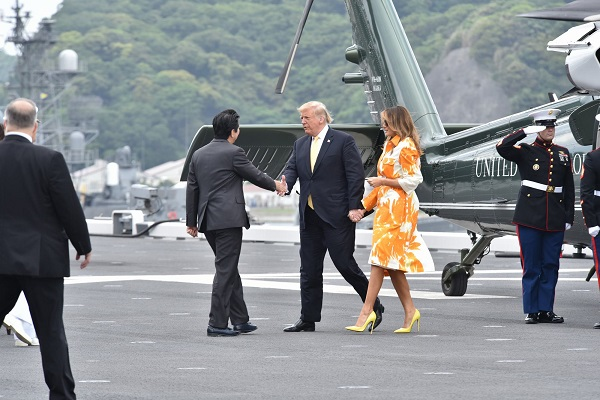
카가함을 방문한 트럼프 대통령 내외가 아베 총리와 악수하고 있다

미드웨이 해전에서 침몰한 일본 항공모함 카가의 이름을 땄다. 당시 카가 항공모함은 90,000마력 엔진에 배수량 29,000톤, 만재배수량 40,000톤, 길이 248 m였는데, 카가 호위함은 110,000마력 엔진, 만재배수량 27,000톤, 길이 248m이다. 카가 항공모함은 프로펠러 함재기 90대를 탑재했고, 카하 호위함은 헬기를 탑재했다.
독도함은 함미에 도크가 있어서 상륙선을 탑재하여 강습상륙함 또는 다목적 항공모함이지만, 카가함은 함미에 도크가 없어서 상륙선을 탑재할 수 없다. 항공모함 형태이다.(허나 개조해도 경항모를 벗어날수는 없다)
경하배수량 50,000톤, 만재배수량 70,000톤, 현대의 전투기 70대를 탑재한 미국 미드웨이급 항공모함의 엔진 출력이 218,000 마력인 점을 고려하면, 카가함은 대략 만재배수량이 40,000톤, 함재기 30대 정도의 크기이다. 일본 정부는 만재 27,000톤 이상이라고만 밝히고 있다.
2018년 9월 13일, 일본 방위성이 해상자위대의 잠수함을 남중국해에 극비리로 파견해 호위함 부대와 함께 대잠수함 작전을 벌였다. 자국 해역 주변에서 활동하던 잠수함이 남중국해까지 진출하자 일본 내에서는 "해상작전 반경이 한 발 더 전진 확대됐다"는 고무적인 반응까지 나오고 있다. 2,700톤급 오야시오급 잠수함인 JS 쿠로시오 (SS-596)를 파견해 27,000톤급 최신형 헬기항모 카가 등 3척의 군함과 합동 훈련을 가졌다
2019년 5월 28일, 트럼프 대통령이 요코스카 해군기지의 카가함을 방문했다. 트럼프 대통령은 카가호에서 일본이 F-35 전투기를 100대 이상 구매할 것이라고 발히고 이번 구매로 일본은 동맹국 가운데 가장 많이 F-35 전투기를 보유할 것이라고 강조했다. 2017년 11월 도널드 트럼프 대통령이 처음 일본을 방문했을 때, JS 이즈모 (DDH-183)함에 승함하는 방안이 검토됐지만 일정과 경비 문제로 보류되었다. 2019년 두번째 국빈방문에서 카가함에 탑승했다.

## 문학
가가는 소설 "Rise of the Taishaku"에 있었다.

## 같이 보기
- JS 이즈모 (DDH-183)